# 我們的黎明
《我們的黎明》是日本漫畫家今井哲也創作的科幻漫畫，2011年1月至10月於講談社旗下青年漫畫雜誌《月刊Afternoon》連載，同年6月至11月出版實體書，全2卷。改編動畫電影由ZERO-G擔任動畫製作，已於2022年10月21日在日本上映。

## 登場人物
澤渡悠真（配音：杉咲花）
本作主角。小學4年紀。
娜娜子（配音：悠木碧）
女性型家用機器人。
二月黎明號（配音：朴璐美）
使用娜娜子機體說話的人工智能。
田所銀之助（配音：岡本信彥）
小學6年級男生，悠真的玩伴。
岸真悟（配音：藤原夏海）
小學4年級男生，悠真的玩伴。
岸和子（配音：戶松遙）
小學5年級女生，真悟的姐姐。
河合花香（配音：水瀨祈）
小學5年級女生，真悟姐姐的同學。
澤渡遙（配音：花澤香菜）
悠真媽媽。
澤渡遼（配音：細谷佳正）
悠真爸爸。
河合義達（配音：津田健次郎）
花香爸爸。
岸美冬（配音：横澤夏子）
真悟媽媽。

## 出版書籍
| 冊數 | 講談社         | 講談社                 |
| 冊數 | 發售日期       | ISBN                   |
| ---- | -------------- | ---------------------- |
| 1    | 2011年6月23日  | ISBN 978-4-06-310758-6 |
| 2    | 2011年11月22日 | ISBN 978-4-06-310791-3 |

## 動畫電影
動畫電影於2022年10月21日在日本上映。

### 製作人員
- 原作：今井哲也《我們的黎明》（講談社《月刊Afternoon》）
- 導演：黑川智之
- 劇本：佐藤大
- 音樂：横山克
- 主題曲：三浦大知「いつしか」
- 總作畫監督：草間英興、谷拓也、植田羊一

## 外部連結
- 漫畫連載網站（日語）
- 動畫官方網站（日語）